# DDR-Oberliga
Giải bóng đá vô địch quốc gia Đông Đức (tiếng Đức: DDR-Oberliga) là giải đấu bóng đá hạng cao nhất ở Đông Đức và đã xác định các nhà vô địch CHDC Đức. Nó bắt đầu vào năm 1949 với tư cách là Oberliga của Ủy ban thể thao Đức (DS-Liga) và kết thúc vào năm 1991 với tư cách là Oberliga của Hiệp hội bóng đá Đông Bắc Đức (NOFV-Oberliga).

## Tổng quan

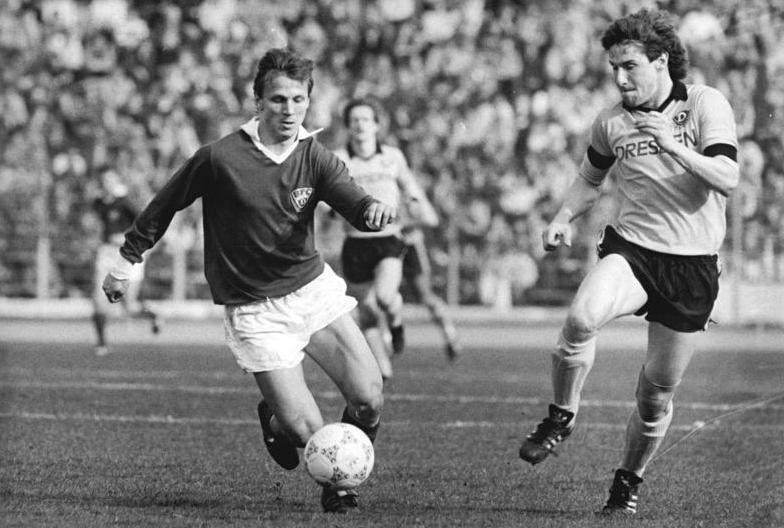
Trận đấu giữa BFC Dynamo với Dynamo Dresden vào ngày 6 tháng 4 năm 1988.

Sau Thế chiến II, các giải thể thao riêng biệt đã xuất hiện ở nửa phía đông và phía tây của Đức, thay thế Gauligas của thời kỳ quốc xã.
Ở Đông Đức, giải đấu cao nhất trong hệ thống giải bóng đá Đông Đức, được thành lập vào năm 1949 với tên gọi DS-Oberliga (Deutschecher Sportausschuss Oberliga hoặc Hiệp hội thể thao Đức). Bắt đầu từ năm 1958, giải đổi tên thành DDR-Oberliga và là một phần của cấu trúc giải đấu trong DFV (Deutscher Fussball Verband der DDR hoặc Hiệp hội bóng đá Đức của GDR).
Trong mùa khai mạc vào năm 1949/50, DDR-Oberliga được tạo thành từ 14 đội với 2 tấm vé xuống hạng. Trong suốt bốn mùa tiếp theo, số lượng đội trong hạng đấu thay đổi và bao gồm từ 17 đến 19 đội với 3 hoặc 4 tấm vé xuống hạng. Bắt đầu từ mùa giải 1954/55 cho đến khi sáp nhập các hiệp hội bóng đá Đông và Tây Đức vào năm 1991/92, giải đấu được tạo thành từ 14 đội với 2 đội bị xuống hạng.
Ban đầu, DDR-Oberliga được tổ chức theo lịch trình mùa thu-xuân như truyền thống ở Đức. Từ năm 1956 đến 1960, lịch trình mùa xuân-thu (năm dương lịch) theo kiểu Xô viết đã được thực hiện. Điều này đòi hỏi một vòng chuyển tiếp vào năm 1955 và mặc dù không có nhà vô địch nào chính thức tuyên bố mùa giải đó, Wismut Karl-Marx-Stadt đã hoàn thành với vị trí cao nhất trên bảng xếp hạng. Mùa 1961/62 chứng kiến sự trở lại của lịch trình xuân thu và lịch trình kéo dài (39 trận đấu so với 26 trận đấu) đã được chơi với mỗi câu lạc bộ thi đấu với các đội khác tổng cộng ba lần - một lần ở sân nhà, một lần ở sân khách và một lần tại một địa điểm trung lập.
Sau khi thống nhất nước Đức, mùa giải DDR-Oberliga cuối cùng đã được tổ chức vào năm 1990/91 bởi NOFV-Oberliga (Nordostdeutsche Fußballverband Oberliga hoặc Liên đoàn bóng đá Đông Bắc Đức). Năm sau, cấu trúc giải đấu Đông Đức được sáp nhập vào hệ thống Tây Đức dưới quyền của Liên đoàn bóng đá Đức (Deutschecher Fussball Bund hoặc Hiệp hội bóng đá Đức) và hai câu lạc bộ hàng đầu của NOFV-Oberliga - FC Hansa Rostock và Dynamo Dresden - tham gia thi đấu tại Bundesliga.
Trong suốt thời gian tồn tại của giải đấu DDR-Oberliga, giải đấu hạng hai mang tên DDR-Liga.

## Giải tán Oberliga
Năm 1991, DDR-Oberliga ngừng tồn tại, các câu lạc bộ của nó được tích hợp trong hệ thống giải đấu bóng đá Đức. Mười bốn câu lạc bộ Oberliga đã đi đến các giải đấu sau đây, trải rộng trên ba hạng:
Đến Fussball-Bundesliga (Hạng I):
- Dynamo Dresden
- F.C. Hansa Rostock

Đến 2. Bundesliga Nord (Hạng II):
- FC Stahl Brandenburg

Đến 2. Bundesliga Süd (Hạng II):
- 1. FC Lokomotive Leipzig
- Chemnitzer FC
- FC Carl Zeiss Jena
- FC Rot-Weiß Erfurt
- Hallescher FC

Đến NOFV-Oberliga Nord (Hạng III):
- Berliner FC Dynamo
- FC Stahl Eisenhüttenstadt
- FC Vorwärts Frankfurt/Oder

Tới NOFV-Oberliga Mitte (Hạng III):
- 1. FC Magdeburg
- FC Energie Cottbus

Đến NOFV-Oberliga Süd (Hạng III):
- FC Sachsen Leipzig

## Oberliga được tái tổ chức thành Regionalliga Nordost
Năm 1994, giải hạng ba Đức mới được tái tổ chức, bao gồm 4 bảng đấu của 4 khu vực, trong đó bảng Regionalliga Nordost được tổ chức tại khu vực Đông Bắc Đức, bao gồm toàn bộ lãnh thổ Đông Đức cũ cộng thêm Tây Berlin. Các câu lạc bộ duy nhất từ mùa giải cuối cùng của DDR-Oberliga cũ không xuất hiện ở đây là FC Hansa Rostock, đội bóng đang thi đấu ở Bundesliga và Hallescher FC đã rơi vào thời kỳ khó khăn.
Giải đấu đã bị giải tán một lần nữa vào năm 2000 và các câu lạc bộ thành viên của nó đã được phân chia giữa hạng ba và hạng tư, chấm dứt hiệu quả sự tồn tại của bất cứ giải đấu nào toàn Đông Đức. Regionalliga Nordost được tái lập vào năm 2012/13 với tư cách là một trong năm giải đấu khu vực hạng tư. Giải đấu mới sẽ bao gồm khu vực của CHDC Đức cũ và Tây Berlin và những nhà vô địch của giải đấu này sẽ thi đấu với một nhà vô địch khu vực khác để giành vé thăng hạng lên hạng 3 - 3.Liga.
Hiện trong hệ thống giải đấu bóng đá của Đức, 3 hạng thi đấu cao nhất được tổ chức chung trên toàn quốc, từ hạng tư trở đi sẽ phân chia thành các khu vực, trong đó khu vực Đông Bắc bao gồm Đông Đức cũ và Tây Berlin, tổ chức giải Regionalliga Nordost. Hầu hết các đội của Đông Đức cũ thi đấu tại đây, trừ một số đội thi đấu bóng đá chuyên nghiệp ở các hạng cao hơn bao gồmː
- Bundesligaː Hertha Berlin (Từ Tây Berlin), RB Leipzig (thành lập sau thống nhất năm 2008), Union Berlin (Từ Đông Berlin thuộc Đông Đức cũ).
- 2 Bundesligaː FC Erzgebirge Aue và SG Dynamo Dresden
- 3.Ligaː Hallescher FC, FSV Zwickau, 1. FC Magdeburg, Hansa Rostock, Chemnitzer FC, FC Carl Zeiss Jena.

## Nhà vô địch DDR-Oberliga
Berliner FC Dynamo là đội giữ kỷ lục giải đấu với 10 danh hiệu DDR-Oberliga, đã giành được tất cả các danh hiệu này trong các mùa giải liên tiếp.
| Season  | Club                      |
| ------- | ------------------------- |
| 1948    | SG Planitz                |
| 1949    | ZSG Union Halle           |
| 1949–50 | ZSG Horch Zwickau         |
| 1950–51 | BSG Chemie Leipzig        |
| 1951–52 | BSG Turbine Halle         |
| 1952–53 | SG Dynamo Dresden         |
| 1953–54 | BSG Turbine Erfurt        |
| 1954–55 | BSG Turbine Erfurt        |
| 1955    | SC Wismut Karl Marx Stadt |
| 1956    | SC Wismut Karl Marx Stadt |
| 1957    | SC Wismut Karl Marx Stadt |
| 1958    | ASK Vorwärts Berlin       |
| 1959    | SC Wismut Karl Marx Stadt |
| 1960    | ASK Vorwärts Berlin       |
| 1961–62 | ASK Vorwärts Berlin       |

| Season  | Club                |
| ------- | ------------------- |
| 1962–63 | SC Motor Jena       |
| 1963–64 | BSG Chemie Leipzig  |
| 1964–65 | ASK Vorwärts Berlin |
| 1965–66 | FC Vorwärts Berlin  |
| 1966–67 | FC Karl-Marx-Stadt  |
| 1967–68 | FC Carl Zeiss Jena  |
| 1968–69 | FC Vorwärts Berlin  |
| 1969–70 | FC Carl Zeiss Jena  |
| 1970–71 | SG Dynamo Dresden   |
| 1971–72 | 1. FC Magdeburg     |
| 1972–73 | SG Dynamo Dresden   |
| 1973–74 | 1. FC Magdeburg     |
| 1974–75 | 1. FC Magdeburg     |
| 1975–76 | SG Dynamo Dresden   |
| 1976–77 | SG Dynamo Dresden   |

| Season                                           | Club                 |
| ------------------------------------------------ | -------------------- |
| 1977–78                                          | SG Dynamo Dresden    |
| 1978–79                                          | Berliner FC Dynamo   |
| 1979–80                                          | Berliner FC Dynamo   |
| 1980–81                                          | Berliner FC Dynamo   |
| 1981–82                                          | Berliner FC Dynamo   |
| 1982–83                                          | Berliner FC Dynamo   |
| 1983–84                                          | Berliner FC Dynamo   |
| 1984–85                                          | Berliner FC Dynamo   |
| 1985–86                                          | Berliner FC Dynamo   |
| 1986–87                                          | Berliner FC Dynamo   |
| 1987–88                                          | Berliner FC Dynamo   |
| 1988–89                                          | SG Dynamo Dresden    |
| 1989–90                                          | 1. FC Dynamo Dresden |
| 1990–91                                          | F.C. Hansa Rostock   |
| DDR-Oberliga giải tán due to Tái thống nhất Đức. |                      |

Năm 1955, giải đấu chỉ diễn ra nửa mùa để thay đổi lịch thi đấu từ thu xuân thành xuân thu, SC Wismut Karl Marx Stadt là đội đứng đầu bảng xếp hạng sau nửa giải đấu. Không có đội vô địch chính thức được công nhận. 

## Bảng xếp hạng của các đội tại DDR-Oberliga giai đoạn 1975–1991
| Club                      | 1975 | 1976 | 1977 | 1978 | 1979 | 1980 | 1981 | 1982 | 1983 | 1984 | 1985 | 1986 | 1987 | 1988 | 1989 | 1990 | 1991 |
| ------------------------- | ---- | ---- | ---- | ---- | ---- | ---- | ---- | ---- | ---- | ---- | ---- | ---- | ---- | ---- | ---- | ---- | ---- |
| Hansa Rostock             | 13   | —    | 14   | —    | 14   | —    | 10   | 8    | 8    | 9    | 10   | 13   | —    | 9    | 4    | 6    | 1    |
| Dynamo Dresden            | 3    | 1    | 1    | 1    | 2    | 2    | 4    | 2    | 7    | 2    | 2    | 6    | 2    | 3    | 1    | 1    | 2    |
| Berliner FC Dynamo        | 4    | 2    | 4    | 3    | 1    | 1    | 1    | 1    | 1    | 1    | 1    | 1    | 1    | 1    | 2    | 4    | 11   |
| FC Magdeburg              | 1    | 3    | 2    | 2    | 4    | 4    | 3    | 6    | 6    | 5    | 5    | 4    | 5    | 7    | 6    | 3    | 10   |
| Carl Zeiss Jena           | 2    | 5    | 3    | 5    | 3    | 3    | 2    | 5    | 3    | 10   | 7    | 3    | 6    | 6    | 8    | 5    | 6    |
| Lokomotive Leipzig        | 8    | 4    | 5    | 4    | 5    | 6    | 6    | 3    | 4    | 3    | 3    | 2    | 3    | 2    | 5    | 8    | 7    |
| Karl-Marx-Stadt           | 10   | 11   | 9    | 7    | 8    | 9    | 9    | 9    | 9    | 6    | 9    | 8    | 8    | 8    | 3    | 2    | 5    |
| Rot-Weiß Erfurt           | 9    | 7    | 6    | 9    | 7    | 12   | 7    | 7    | 5    | 7    | 6    | 10   | 7    | 12   | 12   | 11   | 3    |
| Vorwärts Frankfurt Oder   | 5    | 12   | 12   | 13   | —    | 5    | 5    | 4    | 2    | 4    | 8    | 9    | 10   | 13   | —    | —    | 14   |
| Wismut Aue                | 12   | 6    | 10   | 11   | 11   | 10   | 12   | 10   | 10   | 8    | 4    | 11   | 4    | 10   | 7    | 13   | —    |
| Chemie Halle              | 11   | 8    | 7    | 6    | 6    | 7    | 8    | 11   | 11   | 14   | —    | —    | —    | 5    | 9    | 9    | 4    |
| Sachsenring Zwickau       | 7    | 9    | 8    | 10   | 12   | 8    | 11   | 12   | 14   | —    | —    | 14   | —    | —    | 13   | —    | —    |
| Union Berlin              | —    | —    | 11   | 8    | 10   | 13   | —    | —    | 12   | 13   | —    | 7    | 11   | 11   | 14   | —    | —    |
| Stahl Riesa               | 6    | 10   | 13   | —    | 9    | 11   | 13   | —    | —    | 11   | 12   | 12   | 12   | 14   | —    | —    | —    |
| Stahl Brandenburg         | —    | —    | —    | —    | —    | —    | —    | —    | —    | —    | 11   | 5    | 9    | 4    | 11   | 10   | 8    |
| Energie Cottbus           | —    | 14   | —    | —    | —    | —    | —    | 13   | —    | —    | —    | —    | 13   | —    | 10   | 7    | 13   |
| Chemie Leipzig            | —    | 13   | —    | —    | —    | 14   | —    | —    | —    | 12   | 13   | —    | —    | —    | —    | —    | 12   |
| Chemie Böhlen             | —    | —    | —    | 12   | 13   | —    | 14   | —    | 13   | —    |      | —    | —    | —    | —    | —    | 12   |
| Fortschritt Bischofswerda | —    | —    | —    | —    | —    | —    | —    | —    | —    | —    | —    | —    | 14   | —    | —    | 14   | —    |
| Stahl Eisenhüttenstadt    | —    | —    | —    | —    | —    | —    | —    | —    | —    | —    | —    | —    | —    | —    | —    | 12   | 9    |
| 1. Suhler SV              | —    | —    | —    | —    | —    | —    | —    | —    | —    | —    | 14   | —    | —    | —    | —    | —    | —    |
| SV Merseburg 99           | —    | —    | —    | —    | —    | —    | —    | 14   | —    | —    | —    | —    | —    | —    | —    | —    | —    |
| Wismut Gera               | —    | —    | —    | 14   | —    | —    | —    | —    | —    | —    | —    | —    | —    | —    | —    | —    | —    |
| Vorwärts Stralsund        | 14   | —    | —    | —    | —    | —    | —    | —    | —    | —    | —    | —    | —    | —    | —    | —    | —    |

- Tên của các câu lạc bộ thường thay đổi trong thời gian tồn tại, ở đây chỉ sử dụng tên phổ biến nhất của câu lạc bộ.
- Chemie Leipzig và Chemie Böhlen sáp nhập vào năm 1990, để tạo thành FC Sachsen Leipzig.